# Jarim
Jarim (arab. يريم) – miasto w południowo-zachodnim Jemenie; w muhafazie Ibb. Według danych szacunkowych na rok 2010 liczy 60 687 mieszkańców.